# 第一滴淚
《第一滴淚》是香港歌手譚詠麟發行第十一張粵語專輯。
譚詠麟與製作組銳意改變風格，芹澤廣明的作曲數量大為減少至2首。首次邀請達明一派的劉以達參與製作，走「歐陸中板風格」的《第一滴淚》和電子樂快歌《刺客》都能帶出耳目一新的感覺。其他中板和快歌如《世界停頓》、《的士司機》、《舊信紙》都沒有再複製過往幾張專輯的曲風；林敏驄包辦曲、詞的《永不想你》亦屬佳作。《無言感激》是當時興起的自傳式歌曲，一首答謝歌迷的大熱佳作（中文歌曲龍虎榜連續兩周冠軍），《無言感激》同時入選「十大中文金曲」和年度「十大勁歌金曲」。《珍重》由黃沾填詞，是首旋律動人的送別歌。 專輯中有兩首公益歌曲，『1986國際和平年音樂會』主題曲《和平之歌》及1986禁毒宣傳歌《衝線》，《衝線》作曲人 Donald Ashley 是有「亞洲鼓王」之稱的本地音樂人唐龍。 
譚詠麟這次的轉型取得了成功，從上張專輯日本式的勁歌，轉變為較輕快及多元化的曲風，並加入了過半數本地創作，個人形象亦由日本風轉變成歐陸貴族，在口碑上取得了成功。
至於，由神林早人和深澤德作曲的《無言感激》至今還未知是改編自日語歌還是二人為譚詠麟全新創作的歌曲。
珍重的原曲是กระดาษชำระ - พลอย ,是一個泰國樂團的bass手作曲並演唱 ,此樂團後來有一首歌被校長翻成星球本色

## 曲目
全部歌曲均由葉廣權及關維麟監製。（和平之歌除外，由林敏怡及葉廣權監製）
|     | 歌名       | 作曲                    | 填詞   | 編曲                    | 备注                                                                                |
| --- | ---------- | ----------------------- | ------ | ----------------------- | ----------------------------------------------------------------------------------- |
| 1.  | 世界停頓   | 葉肇達                  | 潘源良 | 盧東尼                  |                                                                                     |
| 2.  | 第一滴淚   | 劉以達                  | 向雪懷 | 山崎稔                  |                                                                                     |
| 3.  | 的士司機   | 芹澤廣明                | 潘源良 | 入江純                  |                                                                                     |
| 4.  | 永不想你   | 林敏驄                  | 林敏驄 | 盧東尼                  |                                                                                     |
| 5.  | 最佳福星   | 林敏怡                  | 林敏驄 | 林敏怡                  | 電影《最佳福星》主題曲                                                              |
| 6.  | 和平之歌   | 林敏怡                  | 鄭國江 | 林敏怡                  | 合唱：王雅文、周啟生、林子祥、林姍姍、張學友、 陳美玲、葉振棠、甄妮、蔡楓華、關正傑 |
| 7.  | 舊信紙     | 芹澤廣明                | 林振強 | 入江純                  |                                                                                     |
| 8.  | 刺客       | 劉以達                  | 林振強 | 劉以達、盧東尼          |                                                                                     |
| 9.  | 珍重       |                         | 黃霑   | 入江純                  |                                                                                     |
| 10. | 夢想的幻彩 | 入江純                  | 盧國沾 | 入江純                  |                                                                                     |
| 11. | 衝線       | Donald Ashley、Peter Ng | 向雪懷 | Donald Ashley、Peter Ng |                                                                                     |
| 12. | 無言感激   | 神林早人、深澤德        | 小美   | 盧東尼                  |                                                                                     |

## 音樂錄像

### 非原人演出
- 永不想你（寶麗金金曲卡拉OK POL33006（1990年，原聲））
- 無言感激（寶麗金金曲卡拉OK POL33010（1990年，原聲）、寶麗金卡拉OK碟聖3巨星原裝金曲（1991年，原聲）及寶麗金卡拉OK碟聖譚詠麟原裝卡拉OK精選（1993年，原聲））

## 獎項
- 1986年度十大中文金曲頒獎典禮：「十大中文金曲」—《無言感激》
- 1986年度十大勁歌金曲頒獎典禮：「十大勁歌金曲」—《無言感激》
- 1988年度香港金唱片頒獎典禮：「白金唱片」—《第一滴淚》